# Amphinome savignyi
Amphinome savignyi är en ringmaskart som beskrevs av Gaspard Auguste Brullé 1832. Amphinome savignyi ingår i släktet Amphinome och familjen Amphinomidae. Inga underarter finns listade i Catalogue of Life.